# IC 1171
IC 1171 — галактика типу * (зірка) у сузір'ї Геркулес.
Цей об'єкт міститься в оригінальній редакції індексного каталогу.